# Anders Adamsson

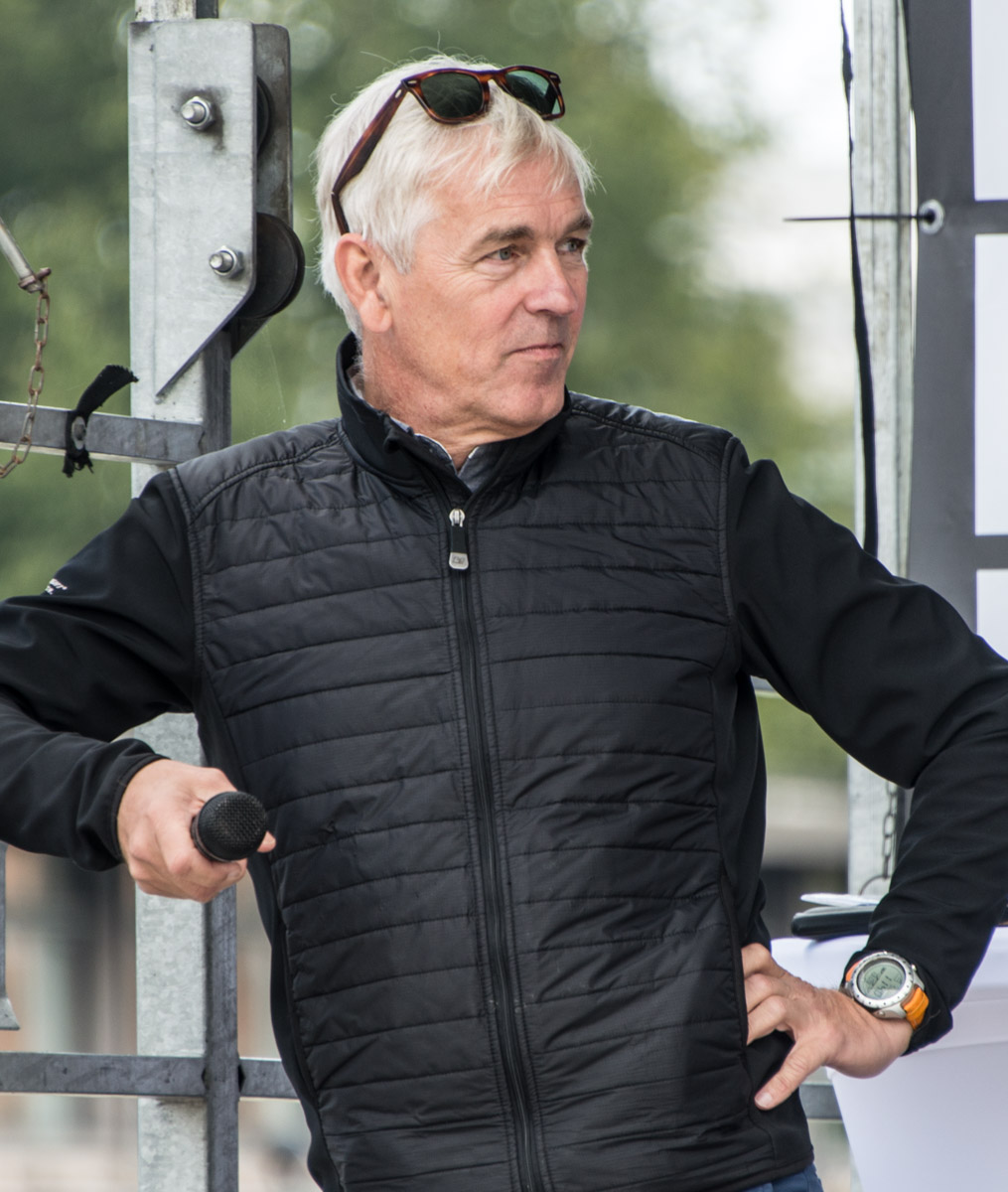
Anders Adamson

Per Anders Adamsson (* 26. Juli 1957 in Örebro) ist ein ehemaliger schwedischer Radrennfahrer und nationaler Meister im Radsport.

## Sportliche Laufbahn
Adamsson war Teilnehmer der Olympischen Sommerspiele 1980 in Moskau. Dort startete er im Mannschaftszeitfahren und belegte gemeinsam mit Bengt Asplund, Mats Gustafsson und Håkan Karlsson den 12. Rang. Im olympischen Straßenrennen wurde er 44.
1979 siegte er im Rennen Cinturón Ciclista Internacional a Mallorca. 1980 wurde er nationaler Meister im Mannschaftszeitfahren. Gemeinsam mit Kristian Allberg und Bengt Asplund verteidigte er 1981 diesen Titel.
Adamsson wurde 1982 Berufsfahrer. Im Giro d’Italia 1982 belegte er den 90. Platz. Er fuhr für das Radsportteam Alfa Lum. 1983 startete er wieder als Amateur. Das Eintagesrennen Skandisloppet entschied er 1982 für sich, 1983 dann das Östgötaloppet 1984 das Solleröloppet.
Im Rennen der UCI-Straßen-Weltmeisterschaften der Profis 1982 schied er aus.

## Berufliches
Andersson wurde nach seiner Laufbahn Kommentator beim Fernsehsender Eurosport. Im Hauptberuf ist er Rektor eines Gymnasiums in Örebro.

## Familiäres
Er ist der Sohn von Owe Adamsson, der ebenfalls als Radrennfahrer aktiv war. Sein Bruder Stefan Adamsson war ein erfolgreicher Radprofi.